# Athing Mu
Athing Mu   (Trenton (Nova Jersey), Estats Units, 8 de juny de 2002) és una atleta estaunidenca, especialitzada en la prova de mitja distància de 800m. Ha participat en 1 Olimpíada, guanyant 2 medalles d'or en les proves de 800m i 4x400m relleus. A més, ha guanyat 2 medalles (1 d'or) en els Campionats del Món. Mu és l'atletla femenina més jove de la història en guanyar una medalla d'or en els Jocs Olímpics i en el Campionat del Món, amb només 19 anys.

### Primers anys de vida
Athing Mu va néixer a la ciutat de Trenton, als Estats Units. És la 6a de 7 germans i els seus pares van emigrar de Sudan del Sud l'any 2001. Va començar a córrer amb només 6 anys i poc temps després ja va captar l'atenció dels seus entrenadors del Club d'Atletisme de Trenton. Veient que tenia un talent especial, van preferir que no competís amb la seva universitat a nivell nacional i que continués la seva evolució al club local, lluny dels focus mediàtics.

### Inicis professionals
El febrer de 2019 va saltar a la llum mediàtica de l'atletisme internacional, quan amb només 16 anys, va aconseguir batre el rècord estatunidenc de 600m en pista coberta, amb una marca d'1:23.57. El mes de juliol, va guanyar la medalla d'or en els Jocs Panamericans sub20, celebrats a Lima i pocs dies després arribava a la final dels 800m en el Campionat nacional d'atletisme dels Estats Units. L'any 2020, es va interrompre la seva carrera degut a la pandèmia del Covid-19 i a la cancel·lació de totes les grans cites internacionals.

### Medalla olímpica i campiona del món
El 2021 començava batent el rècord sub20 d'Amèrica en la prova dels 400m, amb una marca de 49.57 segons. En els Jocs Olímpics de Tòquio, Mu es va consagrar en el lloc més alt de l'atletisme mundial. Guanyava la medalla d'or en la prova dels 800m amb un temps de 1:55.21, superant el rècord nacional i aconseguint ser la primera dona estatunidenca en guanyar aquesta cursa, des dels Jocs Olímpics de Mèxic 1968. 4 dies més tard, aconseguia la seva segona medalla olímpica, guanyant amb l'equip dels Estats Units el 4x400m relleus. En la primera cursa post-olímpica, a la Clàssica Prefontaine de la Diamond League, va tornar a batre el rècord nacional amb una marca de 1:55.04.
En el Campionat del Món d'Eugene de 2022, Mu va guanyar la medalla d'or en la prova dels 800m, convertint-se en la primera atleta estatunidenca de tota la història en guanyar la prova.
L'any 2023, Mu va voler competir en els 1500m, quedant 2a en el Campionat d'Atletisme dels Estats Units. Tot i així, en el Campionat del Món de Budapest només va participar en la cursa dels 800m, quedant en 3a posició i guanyant la medalla de bronze. Mu tancava la temporada a Eugene, a la Prefontaine Classic, guanyant la cursa i establint un nou rècord nacional amb un temps de 1:54.97.

## Marques personals
| Disciplina     | Marca              | Seu    | Data             |
| -------------- | ------------------ | ------ | ---------------- |
| 400m llisos    | 49.57 AU20R, NU20R | Eugene | 12 juny 2021     |
| 800m llisos    | 1:54.97 NR         | Eugene | 17 setembre 2023 |
| 1500m llisos   | 4:04.44            | Eugene | 8 juliol 2023    |
| 4x400m relleus | 3:16.85            | Tòquio | 7 agost 2021     |

## Trajectòria professional
| Jocs Olímpics     | Jocs Olímpics | Jocs Olímpics | Jocs Olímpics  |
| Any               | Seu           | Posició       | Prova          |
| ----------------- | ------------- | ------------- | -------------- |
| 2020              | Tòquio        | 1             | 800m           |
| 2020              | Tòquio        | 1             | 4x400m relleus |
| Campionat del Món |               |               |                |
| 2022              | Eugene        | 1             | 800m           |
| 2023              | Budapest      | 3             | 800m           |
| Jocs Panamericans |               |               |                |
| 2019              | Lima          | 11a posició   | 800m           |